# G-44 Qeqertarsuaq
Timersoqatigiiffik G-44 Qeqertarsuaq ist ein grönländischer Fußballverein aus Qeqertarsuaq.

## Geschichte
G-44 Qeqertarsuaq wurde 1944 gegründet und gehört somit zu den ältesten zehn Fußballvereinen Grönlands und ist zudem der zweitälteste Verein Nordgrönlands nach T-41 Aasiaat. Das G im Vereinsnamen steht vermutlich für Godhavn, den dänischen Namen von Qeqertarsuaq.
Für 1966/67 ist erstmals eine Teilnahme an der Grönländischen Fußballmeisterschaft bezeugt, aber die Mannschaft konnte sich nicht für die Schlussrunde qualifizieren. Auch 1969 verpasste G-44 die Qualifikation. 1972 konnte sich der Verein erstmals für die Schlussrunde qualifizieren, die er als Tabellenzweiter abschloss. Auch 1975 wurde der Verein Vizemeister. Im Folgejahr verpasste er die Qualifikation. Erst 1989 ist wieder eine Teilnahme an der Meisterschaft überliefert, aber G-44 Qeqertarsuaq verpasste die Qualifikation als Tabellenfünfter. Von 1990 bis 2003/04 nahm die Mannschaft vermutlich durchgehend nicht an der Meisterschaft teil. 2005 nahm G-44 Qeqertarsuaq erstmals seit 30 Jahren wieder an der Endrunde teil und erreichte Platz 4. Im Folgejahr wurde die Mannschaft Fünfter. Die nächste Qualifikation für die Schlussrunde gelang 2009, als G-44 die erste Meisterschaft der Vereinsgeschichte erreichen konnte. 2010 wurde die der Verein Vizemeister und 2011 erneut Meister. In den Folgejahren qualifizierte sich G-44 Qeqertarsuaq durchgehend für die Schlussrunde und erreichte dabei mit Ausnahme von 2018 jedes Mal einen Platz unter den ersten Vier. Die Meisterschaft wurde 2024 anlässlich des 80-jährigen Bestehens des Vereins in Qeqertarsuaq ausgetragen, wo G-44 Qeqertarsuaq den vierten Platz erreichte.

## Platzierungen bei der Meisterschaft
- 1954/55: unbekannt
- 1958: unbekannt
- 1959/60: nicht teilgenommen
- 1963/64: nicht teilgenommen
- 1966/67: nicht qualifiziert
- 1967/68: unbekannt
- 1969: nicht qualifiziert
- 1970: unbekannt
- 1971: unbekannt
- 1972: Platz 2 (von 4)
- 1973: unbekannt
- 1974: unbekannt
- 1975: Platz 2 (von ?)
- 1976: nicht qualifiziert
- 1977: unbekannt
- 1978: unbekannt
- 1979: unbekannt
- 1980: unbekannt
- 1981: unbekannt
- 1982: unbekannt
- 1983: unbekannt
- 1984: unbekannt
- 1985: unbekannt
- 1986: unbekannt
- 1987: unbekannt
- 1988: unbekannt
- 1989: nicht qualifiziert
- 1990: nicht teilgenommen
- 1991: nicht qualifiziert
- 1992: nicht teilgenommen
- 1993: nicht teilgenommen
- 1994: unbekannt
- 1995: nicht teilgenommen
- 1996: unbekannt
- 1997: nicht teilgenommen
- 1998: unbekannt
- 1999: nicht teilgenommen
- 2000: nicht teilgenommen
- 2001: nicht teilgenommen
- 2002: nicht teilgenommen
- 2003: nicht teilgenommen
- 2004: unbekannt
- 2005: Platz 4 (von 8)
- 2006: Platz 5 (von 8)
- 2007: unbekannt
- 2008: unbekannt
- 2009: Meister
- 2010: Platz 2 (von 8)
- 2011: Meister
- 2012: Platz 3 (von 10)
- 2013: Platz 2 (von 8)
- 2014: Platz 4 (von 8)
- 2015: Platz 3 (von 8)
- 2016: Platz 4 (von 8)
- 2017: Platz 3 (von 8)
- 2018: Platz 7 (von 10)
- 2019: Platz 2 (von 6)
- 2020: qualifiziert (nicht ausgetragen)
- 2021: (nicht ausgetragen)
- 2022: Platz 4 (von 8)
- 2023: Platz 2 (von 6)
- 2024: Platz 4 (von 7)